# Teluk Kenidai
Teluk Kenidai is een bestuurslaag in het regentschap Kampar van de provincie Riau, Indonesië. Teluk Kenidai telt 1642 inwoners (volkstelling 2010).